# Ich, Thomas Müntzer, Sichel Gottes
Ich, Thomas Müntzer, Sichel Gottes ist ein in der DDR gedrehter Film aus dem Jahr 1989, der unter der Regie von Kurt Veth entstand.
Der Fernsehfilm beschreibt einen Lebensabschnitt des Theologen Thomas Müntzer.

## Handlung
Anfang 1523 wandert der Theologe Thomas Müntzer nach Allstedt, wo er eine Stelle als Pfarrer antreten will. Auf dem Weg dorthin, kurz vor der Stadt, trifft er den Schultheiß Herold und dessen verletzt am Boden liegenden Enkelsohn, der von Soldaten des Grafen von Mansfeld geschunden wurde, da er wieder einmal in die Stadt fliehen wollte. Der apathisch dastehende Herold erzählt dem betroffenen Müntzer, dass er dies hat kommen sehen. Träume hätten es ihm verraten. Müntzer bringt den verletzten Jugendlichen ins nahegelegene Nauendorfer Kloster. Die Äbtissin, die ein strenges Regiment führt und jüngst eine Nonne, die ein Kind bekommen hatte, in eine Klosterzelle so weit hat einmauern lassen, dass nur noch ein kleines Fenster für die Essensausgabe übrigblieb, verspricht die Pflege des Verletzten durch die Nonne Ottilie von Gersen mit dem Klosternamen Innocentia.
Müntzer setzt seinen Weg fort und trifft in der Stadt Allstedt im Mansfelder Lehn ein. Bevor er den Rat der Stadt aufsucht, unterhält er sich ausgiebig mit dem Gerber Krumpe, der einer seiner treuesten Anhänger wird. Beim Antrittsbesuch im Rathaus lernt Müntzer neben Amtmann Zeys und Bürgermeister Ruckert auch den Stadtschreiber Knaute kennen. Knaute ist ein wahrer Heißsporn, der die Freiheit eines Christenmenschen auch in der Stadt eingeführt haben will. Müntzer erfährt sogleich die Höhe seines Lohnes und von einer ihm bereitgestellten Behausung. Der Magister Müntzer bekennt sich außerdem noch als Anhänger Luthers. Er sei ihm begegnet und habe als einer der ersten Luthers Wort verbreitet. Doch in einem bald darauf stattfindenden Gespräch zwischen Müntzer und einigen Handwerkern artikuliert Müntzer, als diese die Kirche anprangern, dass die Schlösser und Burgen Räuberhöhlen seien, und offenbart damit erstmals seinen umstürzlerischen Charakter. Am nächsten Tag hält Müntzer erstmals Gottesdienst, bei dem die Liturgie noch lateinisch ist. Seine neue Gemeinde, die zahlreich erschienen ist, lauscht seiner Predigt, in der er verkündet, dass eine Sintflut kommen werde, deren Lauf nur von denen erkannt wird, die wie Seeleute sind. Nach der Flut werde es eine Welt ohne Reichtum und Armut geben, da nur die Auserwählten überleben würden. Unter den Zuhörern der Predigt sind auch einige Nonnen des nahegelegenen Klosters. Unter ihnen Ottilie von Gersen, die im Gegensatz zu ihren Schwestern von der Predigt beeindruckt ist. Einige Zeit später ändert Müntzer die Liturgie und führt eine deutsche Messe ein. Er kauft eine Druckerpresse, lässt mit dieser seine „Deutsche Evangelische Messe“ drucken und kommt damit Luther zuvor, von dem er sich mittlerweile distanziert, denn er sei nicht Luthers Werkzeug. Müntzer will von nun an Luther Konkurrenz machen, der seine Gedanken massenweise drucken lässt. Er will mit seinen Schriften nun mehr Leser als die Mitglieder seiner Gemeinde erreichen. Für den Druck liegt jedoch keine kurfürstliche Genehmigung vor. Aber der Rat steht hinter Müntzer, hilft sogar bei der weiteren Einrichtung der Druckerei und so bleibt die Druckerei bestehen. Nach dem Druck der Bücher müssen die Bücher nur noch verkauft werden. Der Buchhändler, der dies erledigen will, will sie in Wittenberg, Leipzig und im Süden, wo es für Buchhändler lebensgefährlich werden kann, absetzen.
Vom Nauendorfer Kloster kommen Neuigkeiten. Herolds Sohn ist gesundet und kann von Müntzer abgeholt werden. Ottilie von Gersen gesteht Müntzer bei dieser Gelegenheit heimlich ihre Liebe. Jedoch wird dies von der Äbtissin bemerkt. Sie bedroht Ottilie, es seien noch genügend Steine und Mörtel vorhanden, um auch sie einzumauern. Sie solle das Verhältnis zu Müntzer aufgeben. Daraufhin flieht Ottilie aus dem Kloster zu Thomas Müntzer in die Stadt, in der nun auch Herolds Sohn lebt. Die verängstigte Ottilie will für immer und ewig bei ihm bleiben. Müntzer beschließt, Ottilie möglichst schnell zu heiraten, auch wenn die römische Kirche eine Heirat zwischen Priestern und Nonnen ausschließt. Derweil wird Ottilie beim Gerber und dessen Frau untergebracht.
Müntzer besucht das Bergwerk des Grafen von Mansfeld außerhalb der Stadt. Der Graf erfährt davon und verbietet in Folge den Bergwerkern und jeglichen seiner Untertanen den Umgang mit Müntzer. Sie sollen nicht mehr in dessen Messe gehen. Als er davon erfährt, predigt er gegen den Grafen, bezeichnet ihn als Räuber und Menschenschinder und spricht sich immer stärker gegen Luther und dessen Positionen aus. Müntzer schreibt einen Brief, in dem er behauptet, dass alle Macht dem Volk gegeben und Aufruhr somit legitim sei. Luther reagiert erbost. Er ist verärgert, dass Müntzer vor ihm eine deutsche Messe gehalten hat, und fragt sich, ob dieser noch auf derselben Seite steht. Er schickt Spalatin zu Müntzer, um diesen zu befragen. In der Befragung stellt Spalatin fest, dass Müntzer die Bibel nicht so genau nimmt und Aufruhr befürwortet.
Müntzer heiratet Ottilie, die ihr kahles Haupt aus der Klosterzeit mit einer Echthaarperücke, die aus Haar von Toten hergestellt wurde, verdecken muss, denn Müntzer kann sich nichts Teures leisten. Nach der kirchlichen Heirat zieht sie bei ihrem angetrauten Mann ein und die beiden halten den ersten Beischlaf ab. Bei einem Besuch von Herolds Sohn erklärt ihm Ottilie, dass Gott direkt mit Thomas, ihrem Mann, spreche.
Müntzer gründet mit seinen Anhängern einen Bund gegen die Fürsten. Der Bund soll alle Religionen überwinden und bis ans Ende der Welt reichen. Die Bundesgenossen beschaffen Waffen und lagern sie ein. Wochen später, auf der ersten Bundesversammlung, wird beschlossen, das nahegelegene Kloster zu zerstören, denn die Belastungen des Klosters für die Gemeinde seien zu hoch. In der kommenden Nacht wird der Beschluss umgesetzt. Das Klosterinventar, Altäre und Bilder werden von Bundesgenossen zerstört. Die Nonnen werden dabei nicht angetastet. Aber die Äbtissin wird aus der Stadt gewiesen. Die mittlerweile schwangere Ottilie gebärt in dieser aufregenden Zeit ihr Kind.
Herzog Georg fordert den Amtmann auf, die Brandstifter zu finden und zu bestrafen. Aber der Rat stellt sich diesem Ansinnen entgegen. Nicht ganz freiwillig schließt sich der Amtmann dem Bund an. Herzog Georg spricht sich deshalb während einer Prozession mit dem Grafen von Mansfeld ab. Die beiden wollen nun gemeinsam gegen Müntzer vorgehen. Sie glauben damit zeitgleich auch Luther und Friedrich den Weisen zu treffen. Luther zeigt derweil Müntzer als Teufel an. Kurfürst Johann und Friedrich der Weise treffen sich bald. Sie vereinbaren, dass Johann erst einmal Thomas Müntzer anhört, bevor man darüber entscheidet, wer von den beiden Wahrheit spricht.
Müntzer erfährt durch Boten, dass sich seinem Bund aufständische Bauern aus dem Süden angeschlossen haben. Der alte Herold, der dies mitbekommt, fordert sogleich, dass Thomas Müntzer nun selbst aktiv werden und von Ort zu Ort reisen müsse. Es sei Gottes Wille, denn er habe geträumt, dass aus einem Kirchentürschloss Blut gequollen sei. Müntzer hört ihm interessiert zu. In der Nacht schlagen Männer des Grafen von Mansfeld zu. Sie setzen Allstedter Häuser in Brand. Es gibt Tote und Verletzte. Müntzer zeigt sich bestürzt. Er besänftigt die Bauern. Sie sollen sich erst einmal noch nicht rächen. Einige Tage später prangert Müntzer im Angesicht von Kurfürst Johann und einem Vorsteher von Sachsen in einer Predigt die Herrschaft der Fürsten an. Eine Zeitenwende werde kommen. Die Welt werde sich radikal verändern. Johann gefällt die Predigt nicht. Er reist genervt ab. Die Drucker versprechen Müntzer, die Fürstenpredigt zu drucken. Johann reagiert mit drei Beschlüssen – erstens: die Druckerei wird geschlossen, zweitens: der Geheimbund wird aufgelöst und drittens: Müntzer wird zum Verhör nach Weimar gebeten. Der alte Herold tritt an Thomas Müntzer heran und warnt ihn. Er habe unlängst von dessen Tod geträumt. Ottilie tritt hinzu und sagt zu ihren Mann: „Was du angefangen hast, musst du zu Ende bringen“.
Der Film endet mit einer surrealen Szene, in der Müntzer wie Jesus Christus eine Dornenkrone aufgesetzt bekommt, gepeinigt und gefoltert wird. Eine erhobene Axt kündigt seinen Tod an.

## Hintergrund
Im Jahr 1956 wurde erstmals ein Spielfilm zum Leben und Wirken Thomas Müntzers von der DEFA hergestellt: Thomas Müntzer – Ein Film deutscher Geschichte. Zum 500. Geburtstag des Reformators Martin Luthers im Jahre 1983 erschien dann der Spielfilm Martin Luther von Kurt Veth, in dem Thomas Müntzer von Frank Lienert dargestellt wurde. Im Jahr des Mauerfalls entstand schließlich der Film Ich, Thomas Müntzer, Sichel Gottes, in dem Frank Lienert den Ratsherrn Knaute spielt.
Im Müntzer-Jahr 1989, Müntzers 500. Geburtstag, sollte neben neuen schriftlichen Publikationen zum Thema auch ein Film erscheinen. Die Dreharbeiten für den Film wurden von den Filmstudios Barrandov, dem Rat der Stadt Ermsleben, Konradsburg sowie der evangelischen Kirchengemeinde Gernrode, Stiftskirche unterstützt. Es fand eine Fachberatung durch Brendler und H. Trebs statt. Der Film lief offenbar erstmals am 10. Dezember 1989 im DDR-Fernsehen. Auch bei diesem Film, der vom DEFA-Studio für Spielfilme fürs Fernsehen der DDR hergestellt wurde, führte Kurt Veth Regie. Der Film konnte verständlicherweise angesichts der politischen Ereignisse keine propagandistische Wirkung mehr entfalten. Nochmals wurde der Film am 1. November 2008 um null Uhr zwanzig, also wenige Stunden nach Ablauf des Reformationstages, auf dem MDR ausgestrahlt, sowie am Reformationstag, 31. Oktober 2013 um 08:00 Uhr morgens. Im März 2017 veröffentlichte das Studio Hamburg den Film in der Veröffentlichungsreihe DDR TV-Archiv als DVD.

## Historische Ungenauigkeiten
Die Darstellung Thomas Müntzers im Film ist stark beeinflusst von der sozialistischen Geschichtsschreibung der DDR. Der Film zeigt daneben weitere historische Ungenauigkeiten, Beispiele:
- Müntzer heiratete im Jahr 1523 Ottilie von Gersen. Ein Jahr danach, im Jahr 1524, wurde Müntzers deutsche Messe gedruckt. Im Film erscheint erst der Druck, dann folgt die Hochzeit. Der Film ist somit nicht ganz chronologisch.[12][13]
- Aus welchem Kloster Ottilie entlaufen war, ist historisch unklar.[14][15] Ob in dem Kloster, aus dem Ottilie entlief, eine Nonne eingemauert wurde, ist ebenfalls nicht historisch bezeugt.[16]
- Im Film wird behauptet, dass Müntzer vor Luther eine deutsche Messe erstellen konnte, weil Luther es (noch) nicht „gewagt“ hatte, eine solche zu erstellen. Weshalb Luther sich mit der Erstellung einer deutschen Messe Zeit ließ, ist historisch nicht ganz klar. Die Interpretation, er habe es bis zu einem bestimmten Zeitpunkt nicht gewagt, ist zumindest nur eine Hypothese, wenn nicht reine Spekulation. Luther versteckte sich 1522 auf der Wartburg und war auch im Jahr danach mit seiner Bibelübersetzung beschäftigt.[17][18]